# Nazario
Nazario Luque Vera (né à Castilleja del Campo le 3 janvier 1944), qui signe Nazario, est un auteur de bande dessinée et peintre espagnol.

## Biographie
Il commence à dessiner dans sa jeunesse sous l'influence de la revue satirique américaine Mad. En 1972, il part s'installer à Barcelone, où il fait la connaissance de José Pérez Ocaña. 
Il fait ses premiers pas dans la bande dessinée underground en créant le groupe El Rrollo avec Javier Mariscal et d'autres artistes. Ils font paraître en 1973 le fanzine de bande dessinée El Rrollo enmascarado. 
Il est arrêté en 1977 sur la Rambla avec José Pérez Ocaña pour «outrage à agent» et est incarcéré à la prison Model de Barcelone. 
Il publie ses dessins dans des revues françaises comme Frigidaire, Le Gai Pied ou L'Écho des savanes. En 1980, la revue de bandes dessinées El Víbora est créée. Il réalise la couverture du premier numéro et publie sa série Anarcoma. Ses bandes dessinées mettent en scène le monde LGBT : personnages exclusivement homosexuels ou trans, représentations explicites de la drague et des relations sexuelles, manifestations d'homophobie et répression sociale.
Il publie Alí Babá y los 40 maricones dans la revue Makoki, puis délaisse la bande dessinée pour se consacrer à la peinture.
En 2010, il reçoit la Médaille d'or du mérite des beaux-arts. En 2011, le Musée national centre d'art Reina Sofía achète des planches de sa main.

## Œuvres
- La Piraña Divina, Autoedición clandestina 1975, (16 págs dobles, B/N.) 2ª Edición "pirata" fotocopiada. Madrid 1976. 3ª Edición Internacional Free Press 1977.
- San Reprimonio y las Pirañas. Rock Comix Internacional (60 págs, B/N)
- Nazario: Historietas. Obra completa, 1975-1980. Ediciones La Cúpula, 1981 (88 págs, B/N)
- Anarcoma, Ediciones La Cúpula, Barcelona 1983. (68 págs, Color, 5 Reediciones). Edición en inglés, Catalan Communications, Nueva York 1983. Edición en francés, Artefact, París 1983. Edición en alemán, Nur Für Erwachsene, Frankfurt 1983. Edición en italiano, Frigidaire 1987.
- Anarcoma 2, Ediciones La Cúpula, Barcelona 1986. (68 págs, Color. 2 Reediciones). Edición para los Países Bajos, Loempia bajo el nombre "Cultus" 1991.
- Mujeres raras, Ediciones La Cúpula, Barcelona 1987, (84 págs, Color)
- Turandot, Ediciones B, S.A. Barcelona 1993 (52 págs, Color)
- Alí Babá y los 40 maricones, Ediciones La Cúpula, Barcelona 1993, (68 págs, B/N.)
- Plaza Real Safari, Ediciones Vosa S.L. Madrid 1995. Edición en catalán Oikos-Tau S.L. 1998, Barcelona. Reedición en castellano, La Tempestad, Barcelona 2006.
- Incunables, Editorial Oikos-Tau S.L. Vilassar de Mar, Barcelona 1998 (88 Págs, Color)
- San Nazario y Las Pirañas Incorruptas, Obra Completa de Nazario de 1970 a 1980, Ediciones La Cúpula,2001 (180 págs, B/N.)
- La Barcelona de los años 70 vista por Nazario y sus amigos, Ellago Ediciones, 2004. (252 págs, Color)   Reedición en colaboración Editorial Ellago y Ayuntamiento de Barcelona, 2010.
- Nazario íntimo, Editorial Nova Era, Barcelona. 2011. (200 págs, Color)
- Turandot, CICUS Universidad de Sevilla Reedición como catálogo de la exposición Turandot de Nazario realizada en Sevilla. 2014 (52 págs, Color)
- La vida cotidiana del dibujante underground, Editorial Anagrama. 2016 (284 págs, B/N y 16 págs, Color)
- Nuevas aventuras de Anarcoma y el robot XM2, Editorial Laertes. 2016 (249 págs, B/N)